# チルターン丘陵
チルターン丘陵（Chiltern Hills）は、イングランドのロンドン北西郊外に、南西－北東方向に広がる丘陵。長さ74km、幅は十数km。
ベッドフォードシャー、ハートフォードシャー、バッキンガムシャーおよびオックスフォードシャーに跨がる。白亜層からなるケスタ地形で、南東（ロンドン）側が緩斜面、北西側が急斜面をなす。また南西端はテムズ河谷で急斜面をなす。最高地点は海抜267mのハディントン・ヒル（Haddington Hill）。森林が多く残され、ナショナル・トラストによる保全地域も多い。ロンドンからバーミンガムなど北西方向に向かう鉄道（チルターン・レイルウェイズ）・道路が通過している。